# Slipstream (personaje)
Slipstream —Estela en España— (Davis Cameron) es un personaje ficticio que aparece en los cómics estadounidenses publicados por Marvel Comics. El personaje es representado como un superhéroe asociado con los X-Men. Creado por el escritor Chris Claremont y el artista Salvador Larroca, apareció por primera vez en X-Treme X-Men #6 (diciembre de 2001).
Es un mutante, capaz de generar una "ola warp" con el fin de teletransportarse. Él y su hermana Lifeguard fueron brevemente miembros del escuadrón de X-Men que aparece en la serie X-Treme X-Men.

## Biografía ficticia
Él y su hermana Heather vivían una vida perfectamente normal en Surfers Paradise en Australia. No sabían que su verdadero padre era un señor del crimen del inframundo conocido como Viceroy. A su muerte, ellos fueron atacados.Cuando la vida de Heather estuvo en peligro, Davis fue informado por Sage que, aunque nunca estuvo destinado a ser un mutante (se suponía que su gen mutante latente se transmitiría a sus hijos), su poder mutante podría ser útil para ella. Él accedió a dejarla activarlo, obteniendo una habilidad de teletransportación en forma de "ola warp".Junto con Tormenta y Thunderbird III, él y su hermana logran derrotar a sus atacantes.Después de estos eventos, ambos hermanos se unen al equipo X-Men de Tormenta.Davis tuvo un breve romance con Tormenta.
Más tarde, al infiltrarse en la nave del señor de la guerra intergaláctico Khan, Heather desarrolla una apariencia más aviar, lo que lleva a especular que los dos tienen herencia Shi'Ar.Al final, Davis no puede ver más allá de la apariencia extraterrestre de su hermana y abandona los X-Men.
Slipstream es confirmado que se encuentra entre los mutantes que perdieron sus poderes como resultado del Día M.
Tras la creación de la Nación Mutante de Krakoa, Slipstream de alguna manera fue repotenciado y se convirtió en un ciudadano leal de Krakoa y se le ve ayudando a luchar contra las Fuerzas Armadas rusas que atacaron la isla.

## Poderes y habilidades
Slipstream puede teletransportarse a través de un embudo de energía transespacial, también llamado Ola Warp, a cualquier lugar de la tierra. Las Olas Warp utiliza supercuerdas para conectar dos lugares cualesquiera de la Tierra. No sólo es capaz de teletransportarse a sí mismo, sino que también puede llevar a otras personas a través de la Ola Warp, pero requiere una mayor concentración para mantener la onda cuando viaja con otros. La sensibilidad a las firmas de energía de desplazamiento le permite rastrear otros efectos de teletransportación hasta su origen a partir de energías residuales y, después de detectar esto, podría usar la ola warp para viajar a su ubicación. El suele navegar con el uso de una tabla de surf de metal acortada.

## Otras versiones

### X-Men: El fin
En X-Men: The End, título que presenta un posible futuro de los X-Men, Slipstream trabaja libremente para los esclavistas. Finalmente se revela que aparentemente está controlado por Cassandra Nova. Sus poderes también se han desarrollado aún más hasta el punto de que ahora puede atravesar la onda warp a través de distancias intergalácticas.

## Recepción
- En 2014, Entertainment Weekly clasificó a Slipstream en el puesto 85 en su lista "Clasifiquemos a todos los X-Man".[10]
- Comic Book Resources lo colocó como uno de los superhéroes que Marvel quiere que olvides.[11]